# Bacillus thuringiensis israelensis
Bacillus thuringiensis israelensis är en grupp av bakterier som används som bekämpningsmedel mot bland annat mygg. Bekämpningen är ifrågasatt av WWF. Medlet angriper insekters magsystem.